# Kana Tomizawa
Kana Tomizawa –en japonés, 富沢佳奈, Tomizawa Kana– (6 de julio de 1999) es una deportista japonesa que compite en judo. Ganó una medalla de plata en el Campeonato Asiático de Judo de 2019, en la categoría de –57 kg.

## Palmarés internacional
| Campeonato Asiático | Campeonato Asiático | Campeonato Asiático | Campeonato Asiático |
| Año                 | Lugar               | Medalla             | Categoría           |
| ------------------- | ------------------- | ------------------- | ------------------- |
| 2019                | Fujairah (EAU)      | Medalla de plata    | –57 kg              |